# Dešná (Brodek u Konice)
Dešná (německy Döschna) je osada a katastrální území obce Brodek u Konice v okrese Prostějov v Olomouckém kraji. Osada zcela navazuje na zastavěné území Brodku. Nachází se asi 9 km jihozápadně od Konice, 25 km severozápadně od Prostějova a asi 37 km jihozápadně od Olomouce. V roce 2021 zde žilo 125 obyvatel v padesáti domech. Katastrální území se rozkládá na ploše 302 hektarů.
Až do roku 1952 byla Dešná samostatnou obcí, poté byla sloučena se sousedním Brodkem u Konice. První písemná zmínka pochází z roku 1353.
V Dešné se nachází dvě kaple, z nichž jedna je zasvěcena Panně Marii Sedmibolestné. Je zde rovněž kříž a památník obětem 1. světové války.
| Rok            | 1869 | 1880 | 1890 | 1900 | 1910 | 1921 | 1930 | 1950 | 1961 | 1970 | 1980 | 1991 | 2001 | 2011 | 2021 |
| -------------- | ---- | ---- | ---- | ---- | ---- | ---- | ---- | ---- | ---- | ---- | ---- | ---- | ---- | ---- | ---- |
| Počet obyvatel | 743  | 750  | 758  | 686  | 617  | 550  | 494  | 239  | 257  | 223  | 181  | 156  | 150  | 132  | 125  |
| Počet domů     | 116  | 120  | 121  | 115  | 112  | 112  | 117  | 70   | –    | 60   | 51   | 69   | 69   | 69   | 50   |